# Saaphyri Windsor
Saaphyri Tamese Windsor (* 31. Oktober 1979 in Los Angeles, Kalifornien, als Wanda Scott) ist ein US-amerikanischer Reality-TV-Star. Saaphyri wurde durch ihre Teilnahme an der Reality-Show Flavor of Love bekannt. Sie vermarktet seitdem auch ihren eigenen Lippenbalsam Saaphyri's Lip Chap.

## Leben

### Flavor of Love 2
2007 nahm Saaphyri Windsor an der zweiten Staffel von Flavor of Love teil. Sie wurde bereits in der ersten Folge der Staffel eliminiert. Nur 15 Minuten nach Betreten der Flavor Flavs Villa stritten sich Windsor und „H-Town“ um das letzte Bett ab. Dadurch kam es zu einem Kampf zwischen den beiden. Nach dem Kampf bot sie ihrer Konkurrentin einen „Lip Chap“ an. Flavor Flav informierte sich anschließend bei den anderen Kandidatinnen über den Kampf und entschied, dass Windsor für den Kampf verantwortlich war. Deswegen musste sie die Villa und die Show verlassen. Dieser Auftritt machte Windsor populär. Diese Popularität nutzte sie, um ihren eigenen Lippenpflegestift Saaphyri's Lip Chap auf den Markt zu bringen. Der ungewöhnliche Name stammt daher, das ihre Tochter, die eine Geistige Behinderung hat, zu Lippenbalsam „Lip Chap“ sagte.

### Flavor of Love Girls: Charm School
Saaphyri nahm an Mo’Niques Charm School teil, an der insgesamt 13 Kandidatinnen von Flavor of Love teilnahmen, um das Preisgeld von 50.000 $ zu gewinnen. Es gelang ihr in das Finale zu kommen und das Preisgeld zu gewinnen.

### Weitere Auftritte
In der 7. Episode von Flavor of Love 3 hatte sie einen Gastauftritt als Judge. Außerdem nahm sie an der VH1-Reality-Show I Love Money, 2. Staffel teil. Dort wurde sie Fünfte.

### Haftstrafe
Im Januar 2009 wurde Windsor zu drei Jahren Haft verurteilt, weil sie 2005 wegen Fälschung angeklagt und verurteilt wurde. Sie soll die Identität ihres Onkels verwendet haben, um eine Schönheitsoperation zu bezahlen. Das Gericht gab ihr die Möglichkeit, zunächst ihr Leben zu regeln. Nach einer gewissen Zeit sollte sie sich den Behörden stellen, um ihre Haftstrafe anzutreten, was sie jedoch nicht tat. Von den drei Jahren saß sie 22 Monate ab, der Rest wurde zur Bewährung ausgesetzt.
2021 machten Gerüchte die Runde, das sie verstorben sei. Angeblich wurde ihr Handy gehackt.

## Diskografie

### Singles
- Lip Chap Anthem (2009)

## Fernsehauftritte
- 2006: The Tyra Banks Show (Fernsehserie, zwei Folgen)
- 2007: Flavor of Love 2 (Fernsehserie, eine Folge)
- 2007: Baisden After Dark (Fernsehserie, eine Folge)
- 2007: The Black Carpet
- 2007: Comedy Central Roast of Flavor Flav (Fernsehfilm)
- 2007: Fox Reality Remix
- 2007: Fox Reality Roundtable
- 2007: Reality Chat
- 2007: D.L. Hughley Socially Offensive Behavior
- 2007: Flavor of Love Girls: Charm School
- 2008: Hole in the Wall (Fernsehserie, eine Folge)
- 2008: Reality Obsessed (Fernsehserie, eine Folge)
- 2008: The 20 Greatest Celebreality Fights
- 2008: Flavor of Love 3
- 2009: I Love Money (Fernsehserie, 14 Folgen)

## Filmografie
- 2001: MacArthur Park – Regie: Billy Wirth
- 2002: Glam
- 2007: Ricky and Melinda
- 2007: Viva
- 2008: Friends & Lovers: The Ski Trip 2 –Regie: Maurice Jamal
- 2009: Busted

## Award Nominierungen
| Jahr | Award              | Resultat  | Kategorie                 | Serie                |
| ---- | ------------------ | --------- | ------------------------- | -------------------- |
| 2007 | Fox Reality Awards | Nominiert | Favorite Fight            | Flavor of Love 2 VH1 |
| 2007 | Fox Reality Awards | Nominiert | Favorite Moment of Prayer | Flavor of Love 2 VH1 |